# Alconeura sigmaforma
Alconeura sigmaforma är en insektsart som beskrevs av Ruppel och Delong 1954. Alconeura sigmaforma ingår i släktet Alconeura och familjen dvärgstritar. Inga underarter finns listade i Catalogue of Life.